# Gonatocerus margiscutum
Gonatocerus margiscutum är en stekelart som beskrevs av Girault 1914. Gonatocerus margiscutum ingår i släktet Gonatocerus och familjen dvärgsteklar. Inga underarter finns listade i Catalogue of Life.